# Carl Adolf Lorenz
Carl Adolf Lorenz (Köslin, Pomerània, Prússia, 1837 – 1923) fou un compositor alemany.
Estudià a la Universitat de Berlín: amb Siegfried Wilhelm Dehn, contrapunt, piano i composició amb Friedrich Kiel i instrumentació amb el mestre de capella, Gährich. Es graduà com a doctor en filosofia, i va romandre a Berlín fins al 1864 que es traslladà a Estrasburg per dirigir la Societat musical. Dos anys més tard es convertí en professor en el Gymnasium, i director musical i organista a Stettin, també fou crític d'òpera.
Com a compositor assolí grans èxits amb llurs oratoris: Winfried (1888). Otto der Grosse, Krösus, Die Jungfrau von Orleans, Golgatha i Das Licht (1907), i amb l'òpera Harald und Theano (Hannover, 1893); també va compondre música de cambra i pedagògica.
Entre la multitud d'alumnes importants de Lorenz, tingué al Conservatori de Dresden a Eduard Behm i al saxó Adolf Borsdorf.